# 因河畔米尔海姆
因河畔米尔海姆是奥地利上奥地利州因克赖斯地区里德县的一个市镇。总面积11平方公里，总人口643人，人口密度58.5人/平方公里（2005年）。